# Kohlbach (Gailbach)
Der Kohlbach ist ein rund 2,1 Kilometer langer, linker Nebenfluss des Gailbaches in der Steiermark.

## Verlauf
Der Kohlbach entsteht im westlichen Teil der Stadtgemeinde Bärnbach, im zentralen Teil der Katastralgemeinde Piberegg, nordöstlich des Hofes Weberveit. Er fließt im Oberlauf in einem flachen Rechtsbogen und im Unterlauf zuerst in einem flachen Linksbogen und abschließend wieder in einem Rechtsbogen insgesamt nach Südosten. Im östlichen Teil der Stadtgemeinde Köflach, im Westen der Katastralgemeinde Piber, westlich des Dorfes Piber und südöstlich des Hofes Arzberger mündet er etwa 20 Meter östlich der Gemeindegrenze zu Bärnbach in den Gailbach, welcher kurz danach nach rechts abbiegt.
Auf seinem Lauf nimmt der Kohlbach einen benannten sowie mehrere kleinere unbenannte Wasserläufe auf.
| Zuläufe und Bauwerke \| Kohlbach (Gailbach) \| Kohlbach (Gailbach) \| Kohlbach (Gailbach) \| \| ------------------- \| ------------------- \| ------------------- \| \| Legende \| \| \| \| Bärnbach \| \| Bärnbach \| \| \| \| \| \| \| \| \| \| \| \| \| \| \| \| \| \| \| \| \| \| Ebnerbach \| \| \| \| Köflach \| \| Köflach \| \| Gailbach \| \| \| |  |          |
| Kohlbach (Gailbach) |  |          |
| Legende |  |          |
| Bärnbach |  | Bärnbach |
| |  |          |
| |  |          |
| |  |          |
| |  |          |
| |  |          |
| Ebnerbach |  |          |
| Köflach |  | Köflach  |
| Gailbach |  |          |